# 35265 Takeosaitou
35265 Takeosaitou este un asteroid din centura principală de asteroizi.

## Descriere
35265 Takeosaitou este un asteroid din centura principală de asteroizi. A fost descoperit pe 12 iulie 1996 la Nanyo de Tomimaru Okuni. Asteroidul prezintă o orbită caracterizată de o semiaxă mare de 2,31 ua, o excentricitate de 0,14 și o înclinație de 6,6° în raport cu ecliptica.